# Втеча до Єгипту

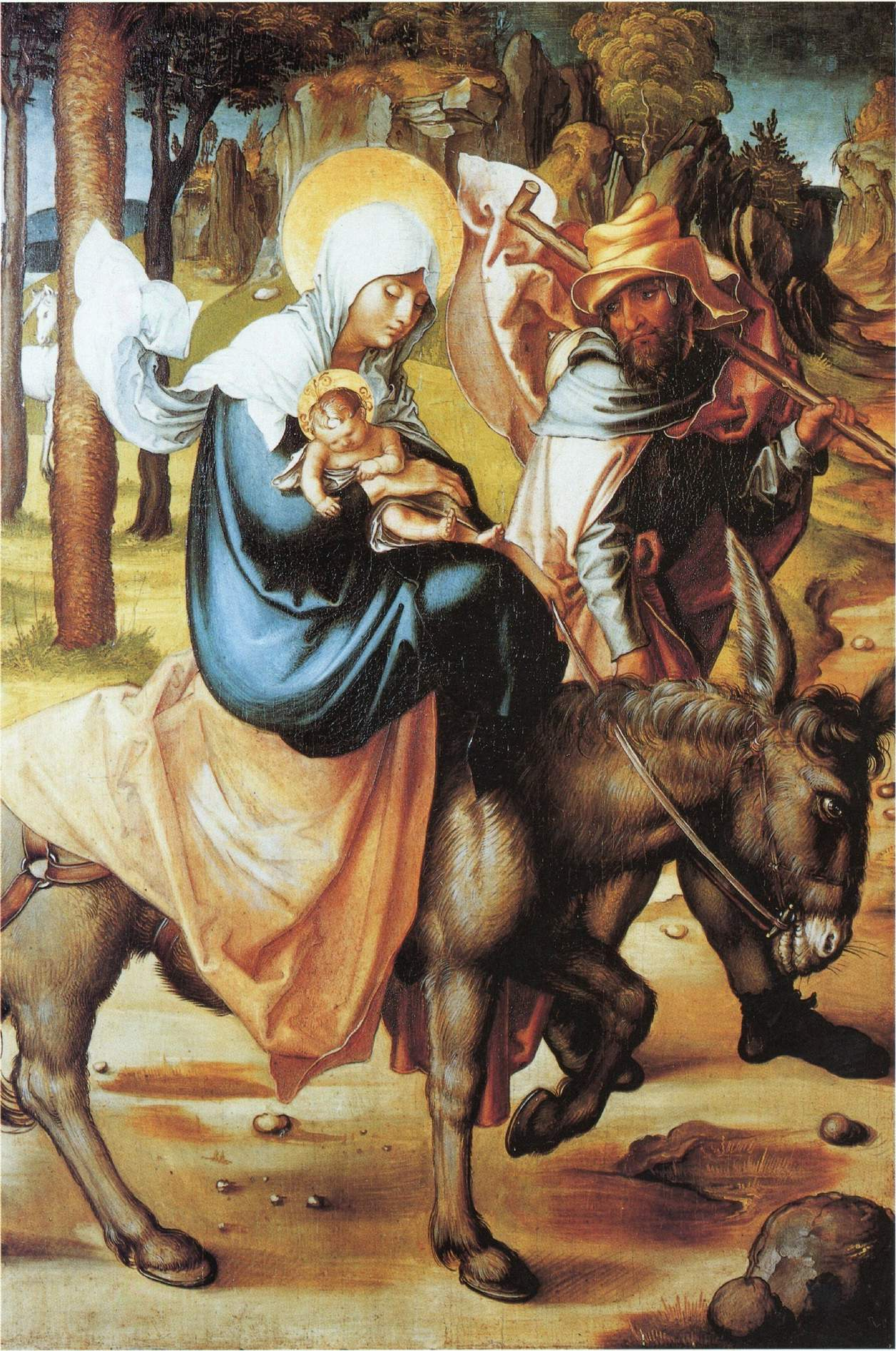
Сім Скорбот Діви Марії, Середня картина, Сцена: Втеча до Єгипту (Альбрехт Дюрер, 1494/97)

Вте́ча до Єги́пту — подія з дитинства Ісуса Христа. Втеча до Єгипту описана у другому розділі Євангелії від Матвія (Мт. 2:13-15). У Євангелії опис події приведений досить стисло, тому багато деталей для розповідей часто запозичують з апокрифів, наприклад із Євангелії псевдо-Матвія, збірки «Золота легенда» чи арабської Євангелії дитинства Спасителя.
У Католицькій Церкві Втеча до Єгипту відзначається у літургійному році 15 вересня та належить до Семи Скорбот Діви Марії (лат. Septem Dolorum Beatae Mariae Virginis). 7 січня відзначається як день повернення з Єгипту і відзначається як відомо раніше від ІХ століття.

## Біблійна розповідь
Розповідь про втечу Святого сімейства в Єгипет міститься тільки в Євангелії від Матвія. Після того як Три царі Каспар, Мельхіор і Балтазар, що принесли свої дари немовляті Ісусу у Вифлеєм, не повернулися до царя Ірода, праведному Йосипу вві сні з'явився ангел Господній, що сказав:
«Устань, візьми дитятко і його матір, і втікай в Єгипет, і перебудь там, поки я тобі не скажу, бо Ірод розшукуватиме дитя, щоб його вбити». 
Праведний Йосип виконав це розпорядження і вночі з Дівою Марією та немовлям Ісусом пішов до Єгипту, де перебував до смерті Ірода. Євангеліст Матвій наголошує таким чином, щоб збулось пророцтво сказане Господом через пророка: «З Єгипту я покликав мого сина», наголошуючи на пророцтві, сказаному стосовно всього Ізраїля у Книзі пророка Осії — «Коли Ізраїль був дитятком, я полюбив його, і з Єгипту покликав я мого сина». Після смерті Ірода ангел з'явився знову та наказав Йосипові повернутися в ізраїльську землю. Прийшовши в Юдею, Йосип дізнається, що царем Юдеї став Ірод Архелай. Оскільки новий монарх мав погану славу, то Йосип «Попереджений же вві сні..» перебирається до міста Назарета у «галилейській стороні», якою правив Ірод Антипа. Наприкінці Євангеліст Матей додає, що оселення у Назареті сталось, «щоб збулося сказане пророками, що Назорей назветься». Таких слів немає у жодній книзі пророків Біблії. Цю фразу пояснює святий Єронім, що Святий Матей, «цитуючи пророків у множині, вказує, що взяв із Святого Письма не слова а думку».